# 中國內河航運

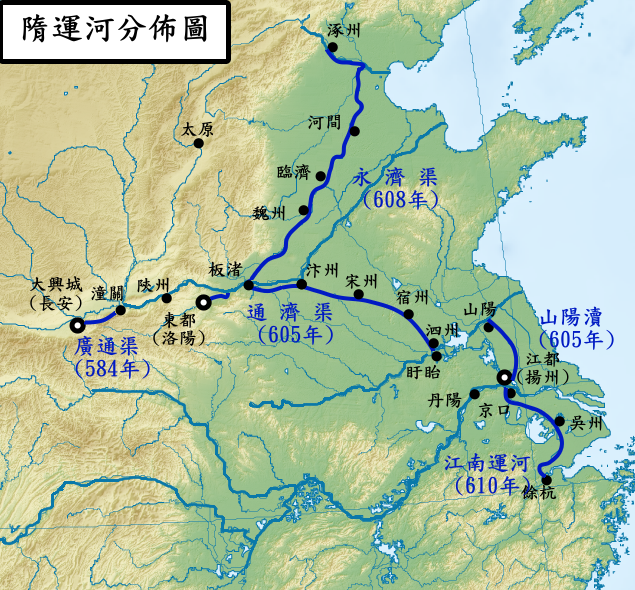
古代中國的內河航運，例如隋唐大运河以東都洛陽為中心，西沿廣通渠達大興城長安，北由永濟渠達涿州、南經通濟渠、山陽瀆和江南運河達江都、餘杭。

中國的內河航運按水系分有珠江航運、長江航運、京杭大運河等。

## 古代到現代
史書第一次明载的內河航運事件是公元前647年（春秋時代）的泛舟之役，晋国饥荒向秦国秦穆公買穀，自秦都雍城至晋都绛城，运粮之舟楫不断。20世紀末，中國內河航運受鐵路和公路競爭式微。至2012年，全国内河航运总里程还没有超过1978年的13.6万公里，是唯一负增长的交通运输方式。2010年，内河货运量和周转量僅佔运输的5.8%和3.9%。2008年中国南方雪灾，铁路、公路、民航受阻，几十万旅客滞留，电煤告急，內河航運的作用被重新重視。

## 成本
长江航道局资料显示，从单位运价来看，水运成本最低。以从重庆分别通过水路（长江）、铁路、公路运输集装箱到上海为例，三种运输方式的单位运价比约为1：2：6。在运输距离相同的情况下，三级或四级航道的通过能力为干线铁路的1~1.5倍、高速公路的4~6倍。长江干线单位占地产生的货物周转量是公路的167倍、铁路的13倍。公路、铁路、长江干线每千吨公里运输周转量能耗比是14：2：1。内河航运污染物单位排放量亦是公路的1/15、铁路的1/1.2。'
到2021年底，中囯内河航道的通航里程有12.8万公里，其中高等级航道超过1.6万公里，全国各水系内河航道通航里程分别为：长江水系64668公里，珠江水系16789公里，黄河水系3533公里，黑龙江水系8211公里，京杭运河1423公里，闽江水系1973公里，淮河水系17500公里。以珠江水系为例，2021年珠江水系的港口货物吞吐量达到18.79亿吨，与2020年相比增长3.3%，珠江水系内河港口的货物吞吐量、外贸货物吞吐量得到连年不断提升。

## 維護問題
地方政府有「着重新建河道而輕視養護」的觀念，养护经费不足導致失养；航道立法滞后，胡亂採砂、“超吃水”等行为时有发生，桥梁、拦河闸坝等建筑物造成部分河段碍航、断航；界河和沿海航道管理体制不适应发展要求等。文化大革命期間河邊違建尤其嚴重。

## 各省

### 河南
古都洛阳、开封在古代通过南北大运河、鸿沟、贾鲁河等内河漕运，有“百舸争流天津卫，千帆竞航下江南”盛景。至1960年代，仍有27条河流通航。在公路、鐵路競爭後式微。2010年代漸漸復興，漯河港在2019年7月开港，沙颍河的漯河至周口段复航。
进入21世纪，河南斥资1416亿元，共谋划47个内河水运项目，计划经过3至5年，初步形成一个现代化内河航运体系。2024年年内，河南计划新开工内河水运项目13个、总投资405亿元。此外，将打造淮河、沙颍河、沱浍河、唐白河4条通江达海的集疏运通道，并建成周口港、信阳港、漯河港、平顶山港、南阳港、商丘港6个现代化港口。

### 山西
汾河自古就有通航的功能，东汉明帝永平年间，曾拟在山西中北部修一条东北-西南向的运河，把滹沱河与汾河两个流域联系起来，以便利运粮。然而自宋朝以后，山西境内的森林、草原遭到大规模破坏，水土流失更加严重，以致汾河水量减少，几个可以调蓄水量的湖泊由于泥沙淤积也趋于消失，汾河航运趋于停滞。
2019年，汾河三期工程完工。汾河实现12公里水域的全程通航。然而由于通航水段上下游无法与其他通航水域相连接，因此目前汾河主要用于观赏船只航行。未来，山西将推动黄河老牛湾至龙口（山西段）航运建设工程、汾河二库航运建设工程的实施。

### 湖南
湖南的湘江是日本主導的亞洲開發銀行在中國第一個內河航運工程項目。
2023年，毛万春等湖南籍全国政协委员于3月4日联名向全国政协十四届一次会议提交提案，建议国家相关部门加强统筹协调，加快推动湘桂运河建设。湘桂运河连接湖南、广西，建成后将沟通当前中国货运规模最大的长江、珠江两大水系，实现全国36个内河主要港口中的34个互联互通。向南与平陆运河联通后，将有效缩短长江中上游地区货物至北部湾水运里程约1200公里。据初步评估，湘桂运河需投资1500亿元左右。
有评论认为，湘桂运河虽然相当于现代版“灵渠”，技术难度不高，但是改造的河段太长，成本过大。

### 湖北
湖北预计投入784亿元修建荆汉运河，利用原有河道和新挖部分河道，建成一条230公里长、8米深、90米宽的人工河，能够行驶1万吨的船舶。但也有反対意见认为，修建荆汉运河将会使得洞庭湖的水位和气候受到影响，并且也影响到洞庭湖平原与江汉平原南部农作物生长。

### 上海
黄浦江“去航运化”后，大治河成为浙江、安徽、江苏籍船舶的主要经停河道，承担粮食、副食品、南北货，以及工业用原料、轻工业品、砂石料运输。黄浦江水势平缓，深受潮汐影响，进潮最大流速可达每秒2米，退潮最大流速为每秒1.8米。有船長说赶在黄浦江涨潮时返航，省油且快，空船时速可达15公里/时。
2012年活跃在长三角地区内河航运的船舶多为个体所有，又称“夫妻船”，指一个家庭的生活与工作都在其运行的船上。内河航运业流传这样一句话：“国营做不过集体，集体做不过个体。”以上海为例，1996年闵行区最大的国有水运企业上海通顺实业总公司停止营业，卖船抵债。1997年松江县第一航运公司、第二航运公司进行改制，以优惠价将船只卖给船员。其后，上海内河航运企业相继歇业改制，内河货运逐渐为众多外省市船舶所承运。
上海市水深不足，有「靠水不能吃水」之弊。

### 浙江
連接杭州和寧波的杭甬运河卡在寧波，無法進海。宁波市1998年向浙江省爭取杭甬运河改造。至2020年，寧波市發改委仍在推動杭甬运河宁波段三期建设及杭甬运河升级改造工程。

### 安徽
江淮运河（简称引江济淮，亦称引江济淮工程、江淮大运河）是安徽、河南两省于2016年12月正式兴建、投资达912.71亿元的调水工程。工程目的以城乡供水和发展江淮航运为主。2022年12月30日，引江济淮主体工程通水通航。据测算，到2030年，江淮运河水运量将达2亿吨，年均节约物流成本60多亿元。

### 廣西和貴州
珠江有考語“上游不通，中游不畅，下游不深，体制不顺，投入不多”之稱。珠江水运的2个重要节点在百色水利枢纽和龙滩水电站。其中自龙滩水电站建设以来，红水河已断航37年，上游云贵两省的矿产无法及时外运。
由于船闸通过能力不足、航道疏浚不及时等原因，造成珠江中游通航不畅，滞航令珠江三角洲向上转移到西江干流的产业蒙受经济损失。梧州长洲水利枢纽建成后，曾经出现6次长时间滞航，2007年12月初的滯航，有898艘货船滞留闸口。